# Domenico Bernardini
Domenico Bernardini (* 17. September 1956) ist ein Politiker des Partito Comunista Sammarinese (PCS) aus San Marino und später der Partito Progressista Democratico Sammarinese Idee in Movimento-Convenzione Democratica (PPDS IM-CD), der unter anderem 1991 Capitano Reggente war.

## Leben
Domenico Bernardini wurde am 29. Mai 1988 für die Kommunistische Partei PCS (Partito Comunista Sammarinese) erstmals Mitglied des Großen und Allgemeinen Rates (Consiglio Grande e Generale) und gehörte diesem in der 22., 23. und 24. Legislaturperiode bis zum 10. Juni 2001 an, wobei er seit dem 30. Mai 1993 die Demokratische Fortschrittspartei Ideen in Bewegung - Demokratischer Konvent PPDS IM-CD (Partito Progressista Democratico Sammarinese Idee in Movimento-Convenzione Democratica) vertrat.
Bernardini war zudem gemeinsam mit Maurizio Gobbi vom 1. Oktober 1982 bis zum 1. April 1983 Capitano Reggente und damit einer der beiden kollegial amtierenden gleichberechtigten Staatsoberhäupter von San Marino.

## Hintergrundliteratur
- Domenico Gasperoni: I Governi di San Marino. Storia e personaggi, AIEP Editore, Serravalle 2015, ISBN 978-88-6086-118-4